# Olaf Schmidt (Kunstflieger)
Olaf Schmidt (* 1962 in Osterholz-Scharmbeck) ist ein deutscher Kunstflugpilot mit Segelflugzeugen. Im Hauptberuf ist er Pilot einer Boeing 737.

## Leben
Schmidt trat im Alter von 13 Jahren dem Bremer Verein für Luftfahrt e. V. bei und erhielt mit 16 Jahren seine erste Segelflug-Lizenz. Mit 21 Jahren wurde er Fluglehrer in seinem Verein. Seit 1987 betreibt er Kunstflug. Er begann auf einer Pilatus B4. 
1994 bestritt er seinen ersten Segelflugzeug-Kunstflug-Wettbewerb und wurde 2001 Mitglied der Segelflug-Nationalmannschaft des Deutschen Aero Clubs. Seitdem hat er an mehreren europäischen und internationalen Meisterschaften mit seiner Swift S-1 teilgenommen. 

## Erfolge
- 2004: Offene Holländische Meisterschaften, 1. Platz
- 2005: Offene Britische Meisterschaft, 1. Platz
- 2006: EGAC Polen,  Mannschaftswertung Bronze-Medaille
- 2006: Offene Holländische Meisterschaft, 1. Platz
- 2007: WGAC Österreich 4. Platz, Mannschaftswertung Silber-Medaille
- 2008: DM Segelkunstflug, 2. Platz
- usw.

Sein für ihn bestes Ergebnis (Gesamtwertung) erzielte er auf der Weltmeisterschaft 2007. Vierte Rang (unlimited) und die Silber-Medaille in der Mannschaftswertung zusammen mit Markus Feyerabend und Eugen Schaal. 